# Kazper Karlsson
Kazper Rikard Karlsson, född 21 mars 2005 i Göteborg, Sverige, är en svensk fotbollsspelare som spelar för AIK i Allsvenskan. 

## Klubblagskarriär

### Tidig karriär
Karlsson gick som ung från BK Häcken till Halmstads BK. I juli 2021 skrev Karlsson på sitt första seniorkontrakt med Halmstads BK och blev uppflyttad i A-laget. Karlsson tävlingsdebuterade den 18 augusti 2021 i 3–0-vinst över Räppe GoIF i Svenska cupen, där han blev inbytt i den 70:e minuten mot Amir Al-Ammari.
17-årige Karlsson gjorde sin Superettan-debut den 5 april i premiären av säsongen 2022 då han startade och bildade centralt mittfält med 20-årige Erik Ahlstrand i en 2–2-match mot Örgryte IS.
2024 blev han klar för den italienska klubben Bologna FC. Under året i Italien fick han aldrig chansen i A-laget, utan huserade i klubbens Primavera-lag. Detta mycket på grund av en skada han åkte på i början av sin sejour utomlands, vilket ledde till att han missade första halvåret av säsongen.
Totalt gjorde Karlsson gjorde fyra framträdanden, och en assist i klubbens Primavera-lag.

### AIK
Karlsson värvades den 2 januari 2025 av den svenska klubben AIK. Kontraktet sträckte sig till och med den 31 december 2028 och enligt flera uppgifter betalade AIK omkring fem miljoner kronor till Bologna för spelarens underskrift.
Han gjorde sin tävlingsdebut för klubben den 28 april 2025 när han bytes in mot Bersant Celina i slutminuterna av en 1–0-seger mot Östers IF på Visma Arena.

## Privatliv
Karlsson är från en stor fotbollsfamilj. Hans far, Rikard Kapella-Karlsson, gjorde flertal matcher för BK Häcken i Allsvenskan säsongerna 2005–06. Karlssons farbror, Patrik Karlsson Lagemyr, har även han spelat allsvensk fotboll för IFK Göteborg och IK Sirius. Han har även en lillebror som spelar fotboll.

## Karriärstatistik
| Klubb              | Säsong             | Liga               | Liga    | Liga | Svenska cupen | Svenska cupen | Totalt  | Totalt |
| Klubb              | Säsong             | Division           | Matcher | Mål  | Matcher       | Mål           | Matcher | Mål    |
| ------------------ | ------------------ | ------------------ | ------- | ---- | ------------- | ------------- | ------- | ------ |
| Halmstads BK       | 2021               | Allsvenskan        | 0       | 0    | 1             | 0             | 1       | 0      |
| Halmstads BK       | 2022               | Superettan         | 18      | 0    | 1             | 0             | 19      | 0      |
| Halmstads BK       | Totalt             | Totalt             | 18      | 0    | 2             | 0             | 20      | 0      |
| Totalt i karriären | Totalt i karriären | Totalt i karriären | 18      | 0    | 2             | 0             | 20      | 0      |